# Xisto

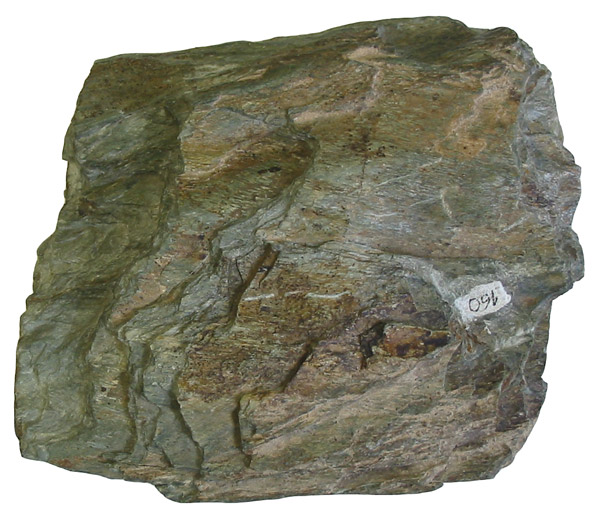
Xisto

Xisto (do grego σχιστός schistós, ‘cindido’) é o nome genérico de vários tipos de rochas metamórficas facilmente identificáveis por serem fortemente laminadas. Em linguagem popular, em Portugal é também conhecida por "lousa" (e, por extensão, designa-se como "terra lousinha" aos solos com base xistosa).
A argila metamorfizada, devido ao aumento de pressão e temperatura (metamorfismo), torna-se primeiro um xisto argiloso (folhelho), e em seguida, ao continuar o metamorfismo, passa a ardósia, que depois vira filito e finalmente passa a xisto. Ou seja, a sequência de formação é: argila — folhelho (xisto argiloso) — ardósia — xisto — gnaisse.

## Definição

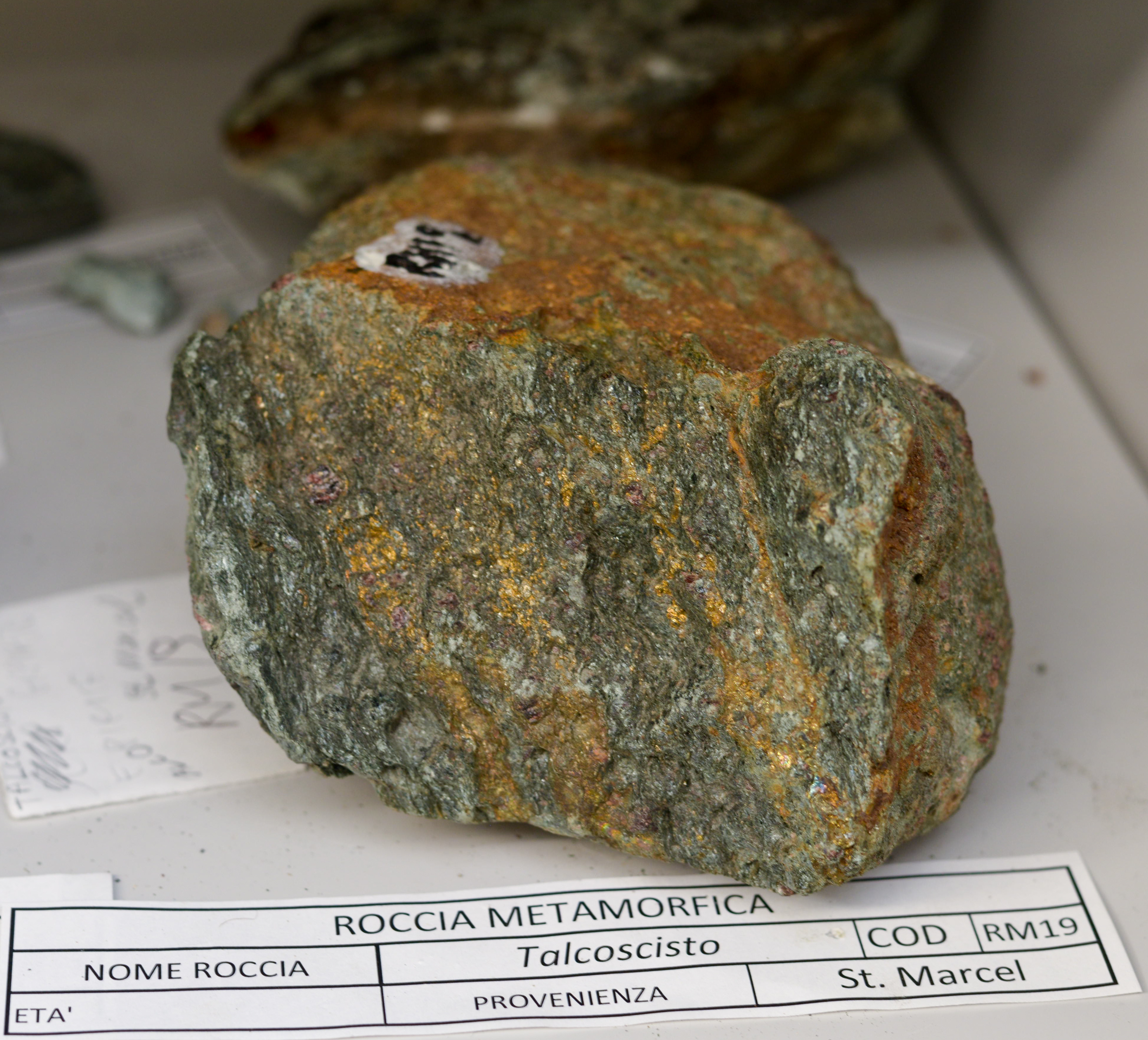
Talcoxisto — St. Marcel (França).

O xisto apresenta aspecto nitidamente cristalino, e tem foliação mais ou menos nítida como resultado das fortíssimas pressões a que a rocha é sujeita. Esta foliação é fina em rochas cristalinas, por via de regra de grão médio a fino, por vezes sendo tão pequeno que não se distingue macroscopicamente. Em geral, as "folhas" têm composição sensivelmente igual.
Podem ser definidos vários grupos de xisto, conforme o grau de xistosidade (foliação) e os minerais que predominam na sua constituição: nos micaxistos predominam o quartzo e as micas (biotite/moscovite), nos anfiboloxistos a anfíbola e o quartzo, nos cloritoxistos a clorite, e nos talcoxistos o talco.

### Xistos Azuis
Comumente as ocorrências de xistos azuis devem-se a metamorfismo retrógrado de fácies anidras eclogíticas, frequentemente reliquiares como bolsões dentro do xisto azul, ao sofrerem hidratação e condições cristais menos severas do que as do pico metamórfico.
Deriva de rochas máficas metamorfizadas em condições de baixa temperatura e alta pressão, caracterizando a crosta oceânica colisionada, da série de fácies Sanbagawa, de Myashiro.
A cor deve-se a minerais azuis e verde-azulados como o anfibólio sódico glaucofano que se associa a minerais da paragênese hidratada lawsonita, epidoto, clorita com pouco ou nenhum plagioclásio consumido nas reações metamórficas.

### História Mineira
Antes de meados do século 19, os termos ardósia e xisto não eram nitidamente diferenciados pelos envolvidos com a mineração.

## Fonte de combustíveis
O xisto betuminoso (também conhecido como folhelho ou xisto argiloso) é uma fonte de combustível. Quando submetido a altas temperaturas, produz petróleo de xisto — um petróleo não convencional de composição semelhante à do petróleo convencional do qual se extrai nafta, óleo combustível, gás liquefeito, óleo diesel e gasolina.
Estados Unidos, Brasil, China e Argentina são os países com as maiores reservas mundiais de Xisto e estes com exceção do Brasil lideram a sua extração. A empresa brasileira Petrobrás desenvolveu o Processo Petrosix ®  para produção de óleo de xisto em larga escala.